# Stadion Miejski w Ugljeviku
Stadion Miejski – stadion piłkarski w Ugljeviku, w Bośni i Hercegowinie. Został otwarty 27 września 2000 roku. Może pomieścić 5000 widzów. Swoje spotkania rozgrywają na nim piłkarze klubu FK Zvijezda 09.
Nowy stadion w Ugljeviku został otwarty 27 września 2000 roku, a na inaugurację rozegrano spotkanie pomiędzy Rudarem Ugljevik, a reprezentacją Republiki Serbskiej (1:2). Pierwotnie FK Rudar Ugljevik był gospodarzem stadionu, ale w 2017 roku obiekt przejął klub FK Zvijezda 09. Był to pierwszy stadion w Bośni i Hercegowinie, który otrzymał licencję UEFA.